# چارلز فلپس اسمیث
چارلز فلپس اسمیث (انگلیسی: Charles Phelps Smyth؛ زاده ۱۰ فوریهٔ ۱۸۹۵ درگذشته ۱۸ مارس ۱۹۹۰) یک دانشمند بود.